# 게키돌

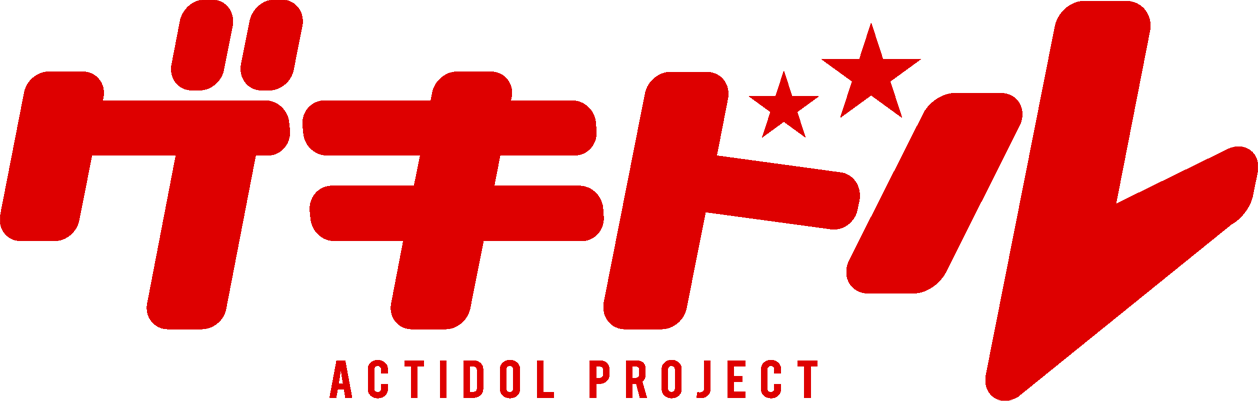

《게키돌》(ゲキドル)은 일본의 미디어 믹스 작품. 세키야 아사미가 캐릭터 원안을 담당한다.
세키야 아사미가 만든 만화 게키돌 어 라이브가 「전격 마오우」(KADOKAWA)에서 2017년 2월호부터 연재 개시되었다. 2021년 1월부터 TV 애니메이션화로 방송 중이며, 동년 3월에 무대화가 될 예정이다.